# Clas Åkesson Tott
Clas Åkesson Tott (ur. 14 sierpnia 1630, zm. 15 lipca 1674) – szwedzki dyplomata. Studiował na uniwersytecie w Uppsali od roku 1647. Po ukończeniu studiów w 1651 roku zaczął bywać na dworze królewskim.  Był w Warszawie (już jako wysoki urzędnik królewski) w roku 1656 podczas potopu szwedzkiego. W latach 1661–1662 i ponownie od 1672 do 1674 był szwedzkim ambasadorem w Paryżu, gdzie zmarł w lipcu 1674 roku.